# Музей техніки Богуслаєва

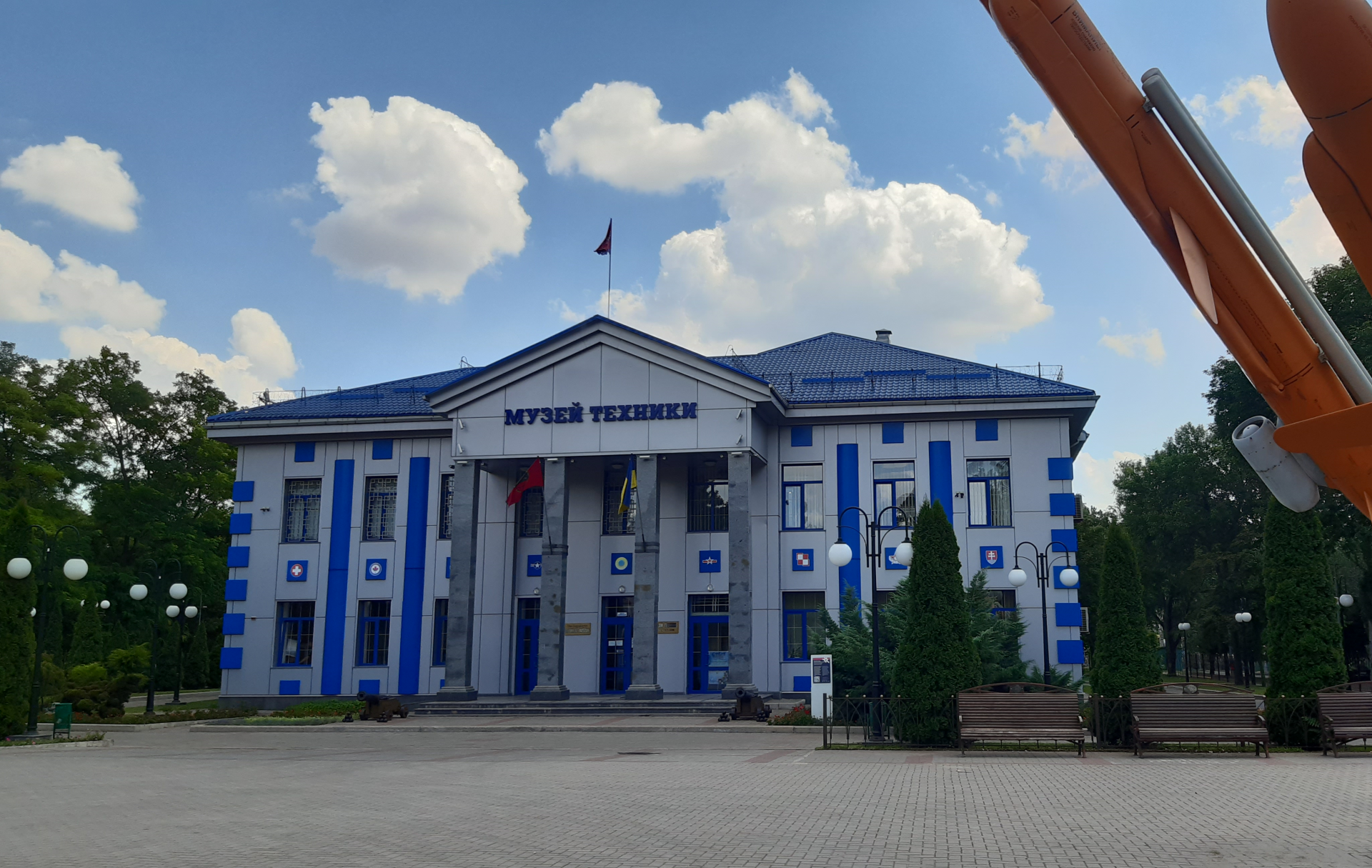
Музей техники Богуслаева

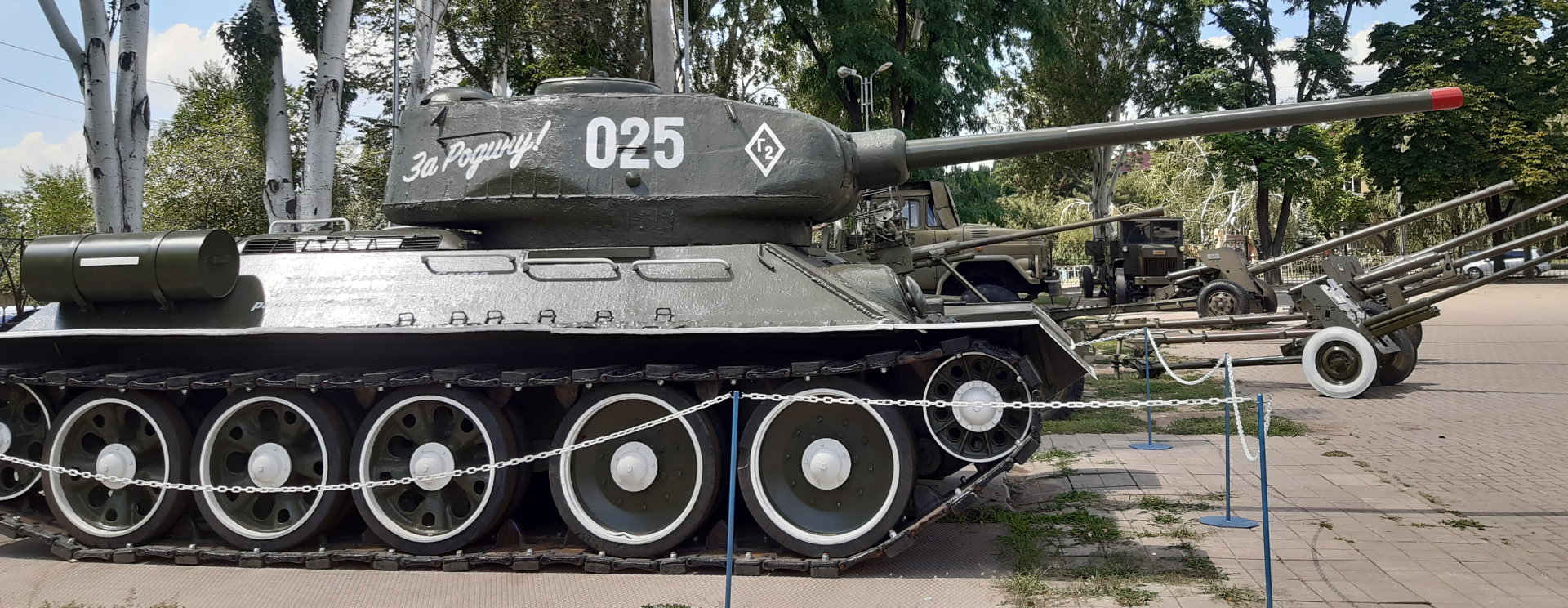

Музей техніки Богуслаєва або Музей техніки Мотор Січ — український приватний музей авіаційних двигунів, розташований у Запоріжжі. Музейна експозиція представлена зразками авіаційних двигунів, колекцією мотоциклів вітчизняного та іноземного виробництва, експозицією мисливської зброї, а також приватною колекцією самоварів.

## Історія
Основа існування музею була покладена в 1980 році, коли на території Запорізького моторобудівного заводу був відкритий Народний музей історії підприємства. Тільки доступ до нього широка публіка могла отримати лише один раз на рік у День відкритих дверей.
 Створення «Музею техніки Мотор Січ», було приурочене до сто п'ятої річниці створення підприємства. Відкриття музею відбулося 20 жовтня 2012 року. Розташований в колишній будівлі станції юних техніків в парку ім. Клімова неподалік від території «Мотор Січі» — одного з найбільших в світі підприємств з виробництва авіаційних двигунів. Базою для створення авіаційного музею послужив Народний музей історії підприємства.

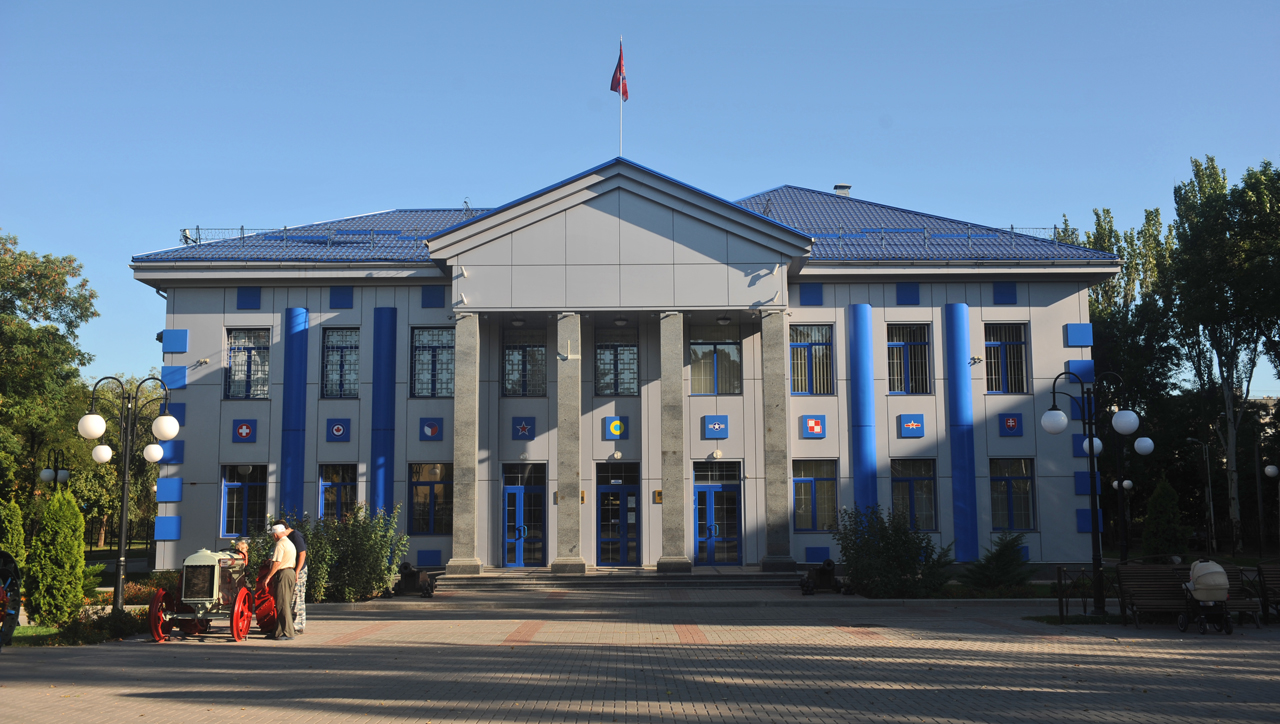
Двоповерхова будівля музею

В експозиції представлені авіаційні двигуни виробництва АТ «Мотор Січ», починаючи від перших поршневих зіркоподібних авіамоторів, і закінчуючи сучасними турбореактивними двигунами, а також моделі перших верстатів підприємства, мініатюрні моделі літаків і вертольотів. Поверхом вище розміщена експозиція моделей ретро-мотоциклів, а також товарів народного споживання, що випускалися заводом: бензопили, мотоблоки, молочні сепаратори, вітроелектростанції.
 Починаючи з лютого 2013 року майданчик перед центральним фасадом сам перетворився на музей, де рядами вишикувалися військова та сільськогосподарська техніка різних часів, а на опорах розташувалися зразки льотної техніки. До святкування шістдесят восьмої річниці перемоги у Другій світовій війні перед музеєм розмістилися раритетні гармати часів козацтва, а над будівлею з'явився легкий транспортний літак. Біля входу в будівлю музею встановлено транспортно-бойовий вертоліт Мі-24 з двигуном «Мотор Січ».

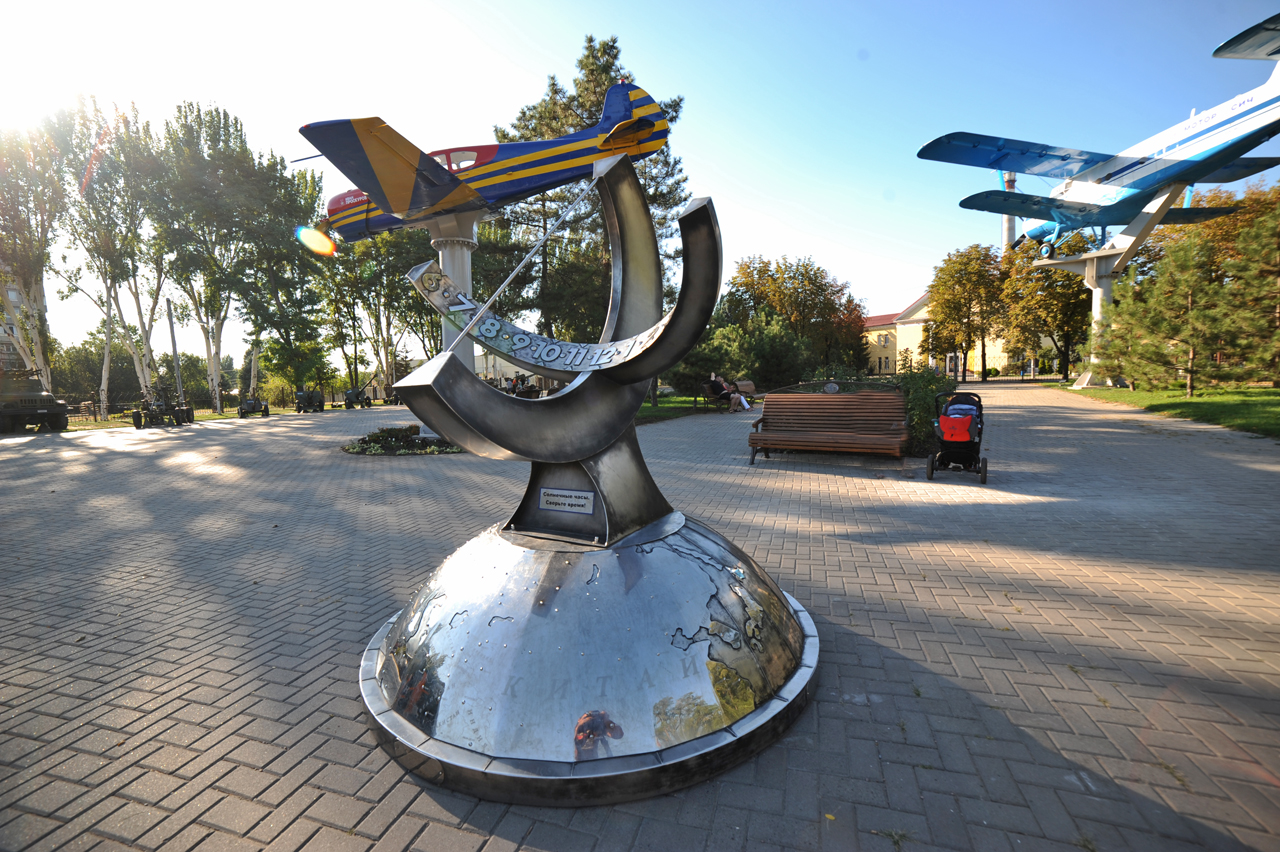
Оглядовий майданчик під відкритим небом

 За час свого існування запорізький музей техніки не тільки значно розширив напрямки своєї колекції, а й придбав широку популярність, підтвердженням чому було внесення його в офіційні туристичні маршрути.

## Архітектура
Планування музею проста: в південній частині знаходиться двоповерхова будівля сучасної архітектури з чотирьох-колонним портиком перед центральним північно-західним фасадом, над яким височіє масивний трикутний фронтон, і скляною прибудовою у всю висоту будівлі під шатровим дахом, а в північній — оглядовий майданчик під відкритим небом для масивних експонатів.

## Колекція музею
На двох поверхах будинку у просторих залах розташовані експозиції різної техніки. На першому поверсі музею розміщається експозиція, присвячена історії Запорізького моторобудівного заводу, де на основі архівних документів, матеріалів інформаційних джерел, спогадів спеціалістів, організаторів виробництва у хронологічній послідовності відтворена історія створення та розвитку заводу. Тут представлена унікальна колекція поршневих та реактивних авіаційних двигунів, що випускалися підприємством у різні періоди його історії.
 Колекція музею умовно можна розділити на кілька розділів:

### Експозиція в будівлі музею
- Історія «Мотор Січ» від минулого до сьогодення включає кресленики і макети, нагороди та подарунки, патенти і зразки інструментів домашнього користування, які і нині випускає підприємство.

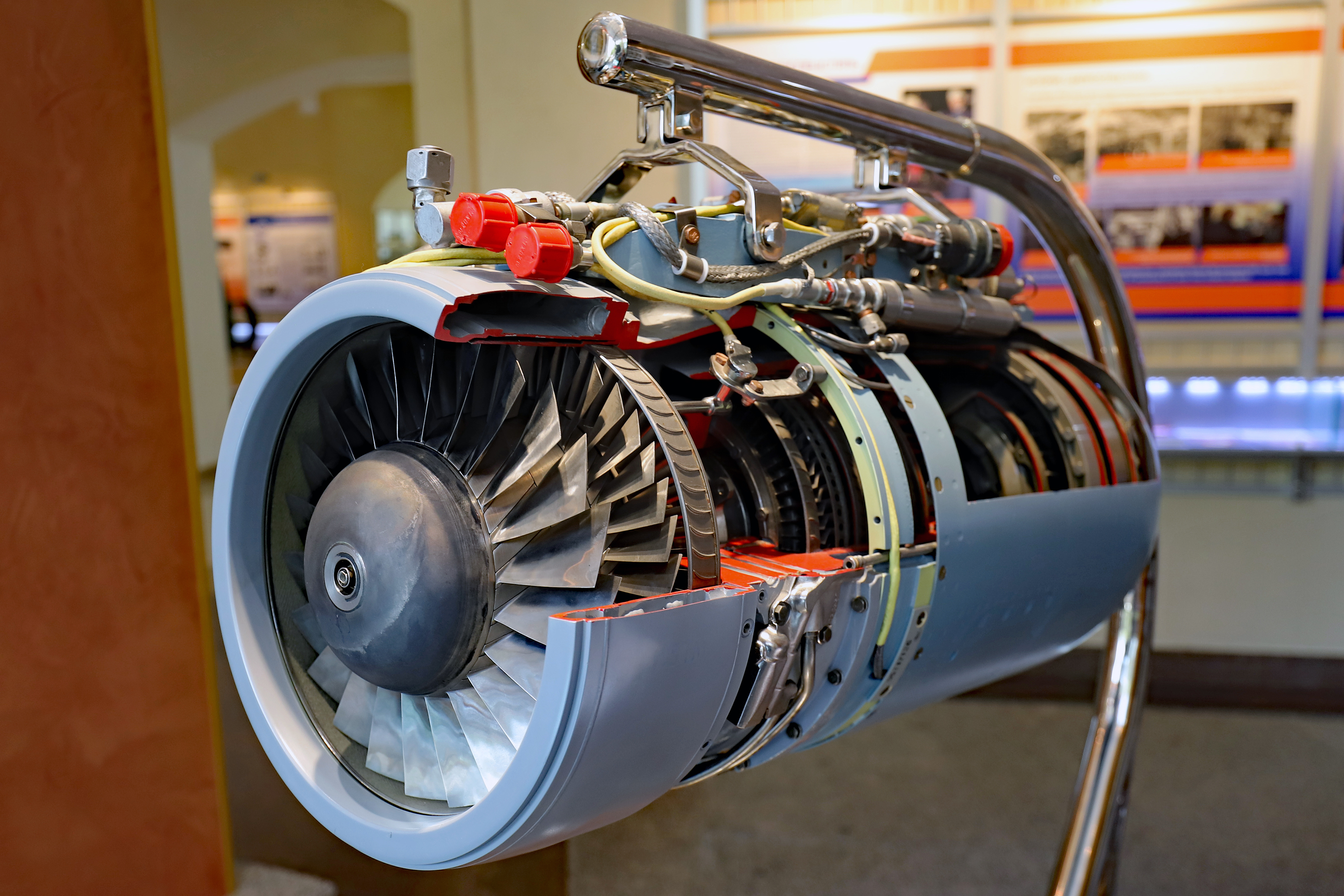
Турбореактивний двигун

- Авіадвигуни поршневі і реактивні:Турбореактивний двигун Р95-300[ru] 
  1. АІ-8 — допоміжний газотурбінний двигун.
  2. АІ-23У — газотурбінний привід.
  3. АІ-9В — допоміжний газотурбінний двигун.
  4. М-88Б[ru] — поршневий двигун.
  5. АІ-25 — двовальний турбореактивний двоконтурний авіаційний двигун.
  6. АІ-26В — ратактний авіаційний двигун повітряного охолодження.
  7. М-22 — дев’ятициліндровий, однорядний, зі зіркоподібним розташуванням циліндрів, поршневий двигун.
  8. АІ-24 — одновальний турбогвинтовий авіаційний двигун.
  9. М-11 — поршневий п'ятициліндровий двигун повітряного охолодження з радіальним розташуванням циліндрів.
  10. АІ-25ТЛ — двовальний турбореактивний двоконтурний авіаційний двигун.
  11. АШ-62ІР — дев’ятициліндровий радіальний поршневий двигун із повітряним охолодженням.
  12. М-11ФР — поршневий п'ятициліндровий двигун повітряного охолодження з радіальним розташуванням циліндрів.
  13. АІ-20 — одновальний турбогвинтовий авіаційний двигун.
  14. РД-45Ф[ru] — турбореактивний двигун.
  15. Д-18Т — турбореактивний двоконтурний трьохвальний двигун.
  16. АШ-82ФН — 14-циліндровий поршневий дворядний зіркоподібний авіаційний двигун.
  17. Д-36 — тривальний турбореактивний двоконтурний авіаційний двигун.
  18. РД-500К[ru] — турбореактивний двигун.
  19. ТВ3-117 — турбовальний двигун.
  20. Р95-300[ru] — турбореактивний двигун.
- Мотоцикли і мопеди:
  1. MZ IFA BK 350 — мотоцикл випускався в НДР з 1952 р. по 1958 р.
  2. MZ IFA TS 150 — мотоцикл випускався в НДР з 1978 р. по 1988 р.
  3. Москва М1А — мотоцикл з двотактним одноциліндровим двигуном.
  4. ІЖ-350 — дорожний мотоцикл середнього класу.
  5. DKW NZ 350 — дорожній мотоцикл середнього класу з двотактним одноциліндровим двигуном.
  6. ІЖ-49 — дорожній мотоцикл.
  7. Моторолер Simson (Star) — моторолер фірми Simson.
  8. Мотоцикл Simson AWO-425 — мотоцикл фірми Simson.
  9. Моторолер Вятка ВП-150 — перший радянський моторолер.
  10. Моторолер Cezeta 501 — чехословацький моторолер.
  11. Мопед Ява-50 «Яветта» — чехословацький мопед.
  12. Мопед JAWA-50 Pionyr — чехословацький мопед.
  13. JAWA-896 Speedway — чехословацький мотоцикл.
  14. Дніпро-11 — важкий дорожній мотоцикл виробництва КМЗ.
  15. Дніпро-14.9 — важкий дорожній мотоцикл виробництва КМЗ.
  16. NSU Модель «125 ZDB» — німецький мотоцикл.
  17. К-55 — радянський дорожній мотоцикл.
  18. М-72 — радянський важкий мотоцикл.
  19. К-650 — важкий дорожній мотоцикл виробництва КМЗ.
  20. Harley Davidson 1932 рока виробництва — американський мотоцикл.
  21. Моторолер «Туліца» — радянський моторолер.
  22. Моторолер Тула 200М — радянський моторолер.
  23. Sachs — німецький мопед.
  24. ІЖ Планета-2 — дорожній мотоцикл середнього класу.
  25. ІЖ Юпітер-3К — дорожній мотоцикл середнього класу.
- Мисливська зброя з особистої колекції В’ячеслава Богуслаєва — двісті зразків з України, Німеччини, Англії, Австрії, Бельгії, Франції, Росії періоду XIX — XXI століть.
- Самовари, вироблені в першій половині ХХ сторіччя різними підприємствами міста Тула: Баташевим, братами Шемаріними, Тулпромторгом.

### Експозиція під відкритим небом
- Військова техніка:
  1. ЗІС-3 — 76-мм дивізіонна гармата.
  2. Д-44 — дивізійна гармата.
  3. МТ-12 — 100-мм протитанкова гармата.
  4. БМ-13 «Катюша» — реактивна система залпового вогню.
  5. БМ-21 «Град» — реактивна система залпового вогню калібру 122 мм.
  6. 2С1 «Гвоздика» — самохідна артилерійська установка.
  7. ЗСУ-23-4 «Шилка» — зенітна самохідна установка.
  8. 2А36 «Гіацинт-Б» — гармата калібру 152 мм.
  9. 2С3 «Акація» — 152-мм дивізійна самохідна гаубиця.
  10. Д-48 — протитанкова гармата.
  11. «Бреда 32» — артиллерийский тягач.
- Авіація:
  1. Ан-2 — легкий транспортний літак.
  2. Мі -24В — радянський гелікоптер підтримки піхоти.
  3. МіГ-15 — радянський винищувач.
  4. Як-18Т — радянський двомісний навчально-тренувальний літак.
  5. Х-55 — радянська стратегічна авіаційна крилата ракета.
- Сільськогосподарська техніка вітчизняних та іноземних зразків тракторів (СХТЗ 15/30, Запорожець, Фордзон) доповнена різноманітними пристроями, що раніше випускалися на заводі.

## Відвідування
Дістатися до музею можна автошляхами:
- М-18 (Харків — Запоріжжя — Мелітополь — Сімферополь — Алушта — Ялта);
- Н-08 (Бориспіль — Дніпро — Запоріжжя — Маріуполь);
- Н-23 (Кропивницький — Кривий Ріг — Запоріжжя).

По місту:
- вулиця Космічна — проспект Соборний — проспект Моторобудівників;
- шосе Каширське — проспект Соборний — проспект Моторобудівників.

У місті Запоріжжі дістатися до музею можна громадським транспортом, який прямує у Шевченківський район (орієнтир завод «Мотор Січ») до зупинки «Парк ім. Клімова».

Музей працює з 10.00 до 16.00 без перерв і вихідних.

Вартість квитків в музей:
- дорослий - 10 грн;
- дитячий - 5 грн.

Екскурсійне обслуговування:
- група від 1 до 7 осіб екскурсія - 45 грн;
- група від 8 до 30 осіб екскурсія - 65 грн.

## Адреса музею
Україна, Запорізька область, м. Запоріжжя, вул. Фелікса Мовчановського, 27 (на території парку ім. Клімова).